# John Stagliano
John Allen Stagliano (Chicago, 29 novembre 1951) è un attore pornografico, produttore cinematografico e regista statunitense.

## Biografia
Stagliano è cresciuto nei sobborghi di Chicago e frequentò il liceo dal 1965 al 1969. Si iscrisse al college, ma nel 1969 interruppe la frequenza per parecchi semestri. Riuscì ad evitare di essere arruolato per la Guerra del Vietnam, in quanto all'epoca aveva solo 17 anni. Ritornò al college a studiare diverse materie fra le quali: inglese, giornalismo e ingegneria, prima di trasferirsi alla UCLA per specializzarsi in economia.

## Vita privata
Stagliano ebbe una relazione con l'attrice pornografica Krysti Lynn (pseudonimo di Shawna Yager), durante il 1993. La donna era alla guida dell'Acura Legend di Stagliano quando morì il 7 dicembre 1995 in un incidente a Calabasas.
Nel 1997, Stagliano è risultato positivo al test HIV. A tutt'oggi, con l'aiuto dei farmaci, è riuscito a mantenere il virus sotto controllo. Continua a girare film per adulti e a recitare in ruoli non-sessuali.
Sposò l'ex pornostar Tricia Devereaux, anche lei risultata positiva al test HIV, il 26 novembre 2008.

## Riconoscimenti
- 2010 XBIZ Award – Industry Pioneer – Web[4]
- 2011 XBIZ Award – Man of the Year[4]
- 2013 XBIZ Award Nomination – 'Director of the Year – Feature Release' for Voracious[5]

## Filmografia

### Attore
- Coming Attractions (1976)
- Stranger in Town (1978)
- One Page of Love (1979)
- Pink Champagne (1979)
- Limited Edition 12 (1980)
- Limited Edition 3 (1980)
- Limited Edition 5 (1980)
- Plato's The Movie (1980)
- Swedish Erotica 40 (1981)
- Girl From S.E.X. (1982)
- Undercovers (1982)
- Bondage Interludes 1 (1983)
- Bouncing Buns (1983)
- Fantasy Follies 1 (1983)
- Flesh And Laces (1983)
- Flesh and Laces 2 (1983)
- Marathon (1983)
- Young and Restless 1 (1983)
- Bound for Slavery (1984)
- Fantasy Follies 2 (1984)
- Star 84 (1984)
- Dance Fever (1985)
- Erotic Aerobics (1985)
- Good Time Girls (1985)
- Just Another Pretty Face (1985)
- Striptease (1985)
- Teacher's Favorite Pet (1985)
- Best of Male Domination 1: Her Pleasure to Serve (1986)
- Hot Shorts: Sandy Taylor (1986)
- Indecent Itch (1986)
- Sacrificed To Love (1986)
- With Love Lisa (1986)
- Amos And Candy (1987)
- Beat Goes On (1987)
- Blondes On Fire (1987)
- Breastography 1 (1987)
- D-Cup Delights (1987)
- Shaved 2 (1987)
- Star Cuts 88: Misty Regan (1987)
- Traci's Big Trick (1987)
- Backdoor to Hollywood 4 (1988)
- Bound For Bondage (1988)
- Dirty Dr. Feelgood (1988)
- Eye of the Tigress (1988)
- Girls of Double D 6 (1988)
- Her Pleasure To Serve (1988)
- Just Like Sisters (1988)
- Object Of My Desire (1988)
- Oral Majority 5 (1988)
- Very Dirty Dancing (1988)
- Adventures of Buttman (1989)
- Bare Essence (1989)
- Big Tease 1 (1989)
- Dance Fire (1989)
- De Blonde (1989)
- Edge of Heat 1 (1989)
- Girls of Double D 8 (1989)
- Legend Of Reggie D (1989)
- Mystic Pieces (1989)
- Big Tease 2 (1990)
- Bruce Seven's Most Graphic Scenes 1 (1990)
- Buttman Goes to Rio 1 (1990)
- Buttman's Bend Over Babes 1 (1990)
- Buttman's Ultimate Workout (1990)
- Holly Does Hollywood 4 (1990)
- Object Of My Desire (new) (1990)
- Shadow Dancers 1 (1990)
- Shadow Dancers 2 (1990)
- American Buttman in London (1991)
- Best of Buttman 1 (1991)
- Bung Ho Babes (1991)
- Buttman Back in Rio (1991)
- Buttman's Bend Over Babes 2 (1991)
- Buttman's Big Tit Adventure 1 (1991)
- Buttman's European Vacation 1 (1991)
- Cheeks 5 (1991)
- Dirty Dr. Feelgood (new) (1991)
- Fantasy World (1991)
- Fear Zone (1991)
- Journey into Darkness (1991)
- Just For The Hell Of It (1991)
- Just Like Sisters (new) (1991)
- Sophisticated Lady (new) (1991)
- Wild Goose Chase (1991)
- Blame It on Bambi (1992)
- Buttman Goes to Rio 3 (1992)
- Buttman Versus Buttwoman (1992)
- Buttman's Bend Over Babes 3 (1992)
- Buttman's Butt Freak 1 (1992)
- Buttman's European Vacation 2 (1992)
- Buttman's Face Dance 1 (1992)
- Buttman's Face Dance 2 (1992)
- Buttman's Revenge (1992)
- Parties Culieres a Las Vegas 1 (1992)
- Best of Buttman 2 (1993)
- Buttman Goes to Rio 4 (1993)
- Buttman's Bend Over Brazilian Babes 1 (1993)
- Buttman's Bend Over Brazilian Babes 2 (1993)
- Buttman's Double Adventure: Buttman Goes Hawaiian and Rio Orgies (1993)
- Compendium Of Bruce Seven's Most Graphic Scenes 2 (1993)
- Party Of Payne (1993)
- Power Play (1993)
- Sodomania 5 (1993)
- Butt Banged Bicycle Babes (1994)
- Buttman's British Moderately Big Tit Adventure (1994)
- Buttman's Inferno (1994)
- Buttman's Wet Dream (1994)
- Deep Inside Trinity Loren (1994)
- Hot Malibu (1994)
- More Dirty Debutantes 32 (1994)
- Sodomania: Baddest of the Best (1994)
- Sure Thing (1994)
- Adult Video News Awards 1995 (1995)
- Butt Banged Cycle Sluts (1995)
- Buttman's Big Butt Backdoor Babes 1 (1995)
- Buttman's Big Tit Adventure 3 (1995)
- Buttman's Bouncin' British Babes (1995)
- Sodomania 14 (1995)
- Takin' It To The Limit 6 (1995)
- World Sex Tour 1 (1995)
- World Sex Tour 2 (1995)
- Ben Dover's English Class (1996)
- Blue Vanities 274 (1996)
- Butt Row Unplugged (1996)
- Buttman in the Crack (1996)
- Buttman's Bend Over Babes 4 (1996)
- Buttman's British Extremely Big Tit Adventure (1996)
- Buttman's Bubble Butt Babes (1996)
- Buttman's Butt Freak 2 (1996)
- Buttman's European Vacation 3 (1996)
- Buttman's Orgies (1996)
- Clock Strikes Bizarre on Butt Row (1996)
- Delinquents on Butt Row (1996)
- Dirty Stories 4 (1996)
- Lovin' Spoonfuls 7: More Best of Dirty Debutantes (1996)
- Prague By Night 1 (1996)
- Prague By Night 2 (1996)
- Rock 'n Roll Rocco 1 (1996)
- World Sex Tour 6 (1996)
- Brazil on Butt Row (1997)
- Buttman in Barcelona (1997)
- Buttman in Budapest (1997)
- Buttman's Award Winning Orgies (1997)
- Buttman's Buda (1997)
- Buttman's Favorite Big Butt Babes 1 (1997)
- Rock 'n Roll Rocco 2 (1997)
- Wild Bananas on Butt Row (1997)
- Butt Row Outcasts (1998)
- Buttman Confidential (1998)
- Buttman's Big Butt Euro Babes (1998)
- Buttman's Rolling Cheeks (1998)
- Euro Angels 11: Pink Tunnels (1998)
- Euro Angels 12: Probing Prague (1998)
- Joey Silvera's Favorite Big Ass Asian All-stars (1998)
- Pink Hotel on Butt Row 1 (1998)
- Please 1: Let's Get Fucked (1998)
- Buttman and Rocco's Brazilian Butt Fest (1999)
- Buttman Confidential 2 (1999)
- Buttman's Anal Show 1 (1999)
- Buttman's Intimate Exposure (1999)
- Ultimate Guide to Anal Sex for Women 1 Part 2 (1999)
- Buttman and Rocco Go to Montreal (2000)
- Buttman's Anal Divas 1 (2000)
- Buttman's Anal Show 2 (2000)
- Buttman's Big Butt Backdoor Babes 2 (2000)
- Buttman's Big Tit Adventure 5 (2000)
- Buttman's Early Scenes with Rocco (2000)
- Buttman's Toy Stories (2000)
- Buttman's Young Lust (2000)
- Las Vegas Revue 2000 (2000)
- Rocco's Dirty Anal Kelly in Rome 1 (2000)
- Best of Buttman 3 (2001)
- Buttman Before They Were Stars (2001)
- Buttman's Anal Show 3 (2001)
- Buttman's Bend Over Babes 5 (2001)
- Buttman's Bend Over Brazilian Babes 3 (2001)
- Buttman's Favorite Backdoor Babes (2001)
- Buttman's Popo Zuda Party (2001)
- Buttman's Rio Carnival Hardcore (2001)
- Buttman's Show Off Girls (2002)
- Rio Carnival Orgy 2 (2002)
- Runaway Butts 4 (2002)
- Service Animals 8 (2002)
- Adult Video News Awards 2003 (2003)
- Buttman's Anal Show 4 (2003)
- Buttman's Bend Over Babes 6 (2003)
- Lovin' Spoonfuls 59: Back in the Days (2004)
- Crush That Ass 5 (2005)
- Trinity Loren Collection (2005)
- Golden Age of Porn: Kimberly Carson (2006)
- Swedish Erotica 108 (2007)
- Buttman's Beautiful Brazilian Ass (2008)
- Buttman's Oddyssey (2009)
- Buttman's Stretch Class 2 (2009)
- Buttman's Stretch Class 3 (2009)
- Buttman's Stretch Class 4 (2010)
- Men in Pain 5685 (2010)
- Rocco's American Adventures (2010)
- Buttman's Stretch Class 5 (2011)
- Buttman's Stretch Class 6 (2011)
- Buttman's Stretch Class 8 (2011)
- Buttman's Stretch Class 9 (2011)
- Buttman's Stretch Class: Detention 1 (2011)
- Buttman's Stretch Class: Detention 2 (2011)
- Buttman's Stretch Class 10 (2012)
- Buttman's Stretch Class 11 (2012)
- Buttman's Stretch Class 12 (2012)
- Buttman's Stretch Class 13 (2012)
- Buttman's Stretch Class 14 (2012)
- Buttman's Double Speculum Club (2013)
- Buttman's Stretch Class 15 (2013)
- Buttman's Stretch Class 16 (2013)
- Buttman's Stretch Class: Detention 3 (2013)
- Steve Holmes' German POV 1 (2013)

### Regista
- Hot Slut Orgies (1982)
- Bouncing Buns (1983)
- Bare Elegance (1984)
- Before She Says 'I Do' (1984)
- Hot Spa (1984)
- Teasers (1984)
- All in the Family (1985)
- Evil Angel (1985)
- Fine Art Of Anal Intercourse (1985)
- Fine Art Of Cunnilingus (1985)
- Gang Bangs (1985)
- Naked Night (1985)
- Hot Shorts: Heather Wayne (1986)
- Indecent Itch (1986)
- Sacrificed To Love (1986)
- Sweet Cheeks (1986)
- Amos And Candy (1987)
- Awesome Assets (1987)
- Breastography 1 (1987)
- D-Cup Delights (1987)
- Hot All Over (1987)
- Loose Lifestyles (1987)
- Sex for Secrets (1987)
- Vanessa Obsession (1987)
- Fantasy Girls (1988)
- Gazongas 3 (1988)
- Girls of Ballstreet (1988)
- Girls Of COOZE (1988)
- Godmother (1988)
- Godmother 2 (1988)
- Innocence Lost (1988)
- Object Of My Desire (1988)
- Proposals (1988)
- Sound F/X (1988)
- Surfside Sex (1988)
- Touch of Pleasure (1988)
- Tricks of the Trade (1988)
- Very Dirty Dancing (1988)
- White Trash Black Splash (1988)
- Adventures of Buttman (1989)
- Backdoor to Hollywood 7 (1989)
- Bare Essence (1989)
- Black Beauty (1989)
- Blowing In Style (1989)
- Buttnicks (1989)
- Dance Fire (1989)
- De Blonde (1989)
- Gang Bangs 2 (1989)
- Girls of Double D 7 (1989)
- Girls of Double D 8 (1989)
- Girls of Double D 9 (1989)
- Legend Of Reggie D (1989)
- Life is Butt a Dream (1989)
- Mystic Pieces (1989)
- Rock 'n Roll Heaven (1989)
- Salsa Break (1989)
- Too Hot To Stop (1989)
- Bored Housewives (1990)
- Buttman Goes to Rio 1 (1990)
- Buttman's Bend Over Babes 1 (1990)
- Buttman's Ultimate Workout (1990)
- Holly Does Hollywood 4 (1990)
- Shadow Dancers 1 (1990)
- Shadow Dancers 2 (1990)
- American Buttman in London (1991)
- Best of Buttman 1 (1991)
- Buttman Back in Rio (1991)
- Buttman's Bend Over Babes 2 (1991)
- Buttman's Big Tit Adventure 1 (1991)
- Buttman's European Vacation 1 (1991)
- Girls of Ballstreet (new) (1991)
- Girls Of COOZE (new) (1991)
- Wild Goose Chase (1991)
- Buttman Goes to Rio 3 (1992)
- Buttman Versus Buttwoman (1992)
- Buttman's Bend Over Babes 3 (1992)
- Buttman's Butt Freak 1 (1992)
- Buttman's European Vacation 2 (1992)
- Buttman's Face Dance 1 (1992)
- Buttman's Face Dance 2 (1992)
- Buttman's Revenge (1992)
- Life is Butt a Dream (new) (1992)
- Best of Buttman 2 (1993)
- Buttman Goes to Rio 4 (1993)
- Buttman's Bend Over Brazilian Babes 1 (1993)
- Buttman's Bend Over Brazilian Babes 2 (1993)
- Buttman's Double Adventure: Buttman Goes Hawaiian and Rio Orgies (1993)
- Buttwoman's Favorite Endings (1993)
- Sodomania 5 (1993)
- Buttman's British Moderately Big Tit Adventure (1994)
- Buttman's Inferno (1994)
- Buttman's Wet Dream (1994)
- Gazongas 3 (new) (1994)
- Buttman's Big Butt Backdoor Babes 1 (1995)
- Buttman's Big Tit Adventure 3 (1995)
- Buttman's Bouncin' British Babes (1995)
- Buttman in the Crack (1996)
- Buttman's Bend Over Babes 4 (1996)
- Buttman's British Extremely Big Tit Adventure (1996)
- Buttman's Bubble Butt Babes (1996)
- Buttman's Butt Freak 2 (1996)
- Buttman's European Vacation 3 (1996)
- Buttman's Orgies (1996)
- Buttman in Barcelona (1997)
- Buttman in Budapest (1997)
- Buttman's Award Winning Orgies (1997)
- Buttman's Buda (1997)
- Buttman's Favorite Big Butt Babes 1 (1997)
- Buttman's Favorite Big Tit Babes (1997)
- Buttman Confidential (1998)
- Buttman's Big Butt Euro Babes (1998)
- Buttman's Favorite Big Butt Babes 2 (1998)
- Buttman's Favorite Legs and Ass (1998)
- Buttman's Rolling Cheeks (1998)
- Buttman and Rocco's Brazilian Butt Fest (1999)
- Buttman Confidential 2 (1999)
- Buttman's Anal Show 1 (1999)
- Buttman's Intimate Exposure (1999)
- Ultimate Guide to Anal Sex for Women 1 Part 1 (1999)
- Ultimate Guide to Anal Sex for Women 1 Part 2 (1999)
- Buttman and Rocco Go to Montreal (2000)
- Buttman's Anal Divas 1 (2000)
- Buttman's Anal Show 2 (2000)
- Buttman's Big Butt Backdoor Babes 2 (2000)
- Buttman's Big Tit Adventure 5 (2000)
- Buttman's Early Scenes with Rocco (2000)
- Buttman's Face Dance Obsession (2000)
- Buttman's Toy Stories (2000)
- Buttman's Young Lust (2000)
- Best of Buttman 3 (2001)
- Buttman Before They Were Stars (2001)
- Buttman's Anal Show 3 (2001)
- Buttman's Bend Over Babes 5 (2001)
- Buttman's Bend Over Brazilian Babes 3 (2001)
- Buttman's Butt Freak 3 (2001)
- Buttman's Favorite Backdoor Babes (2001)
- Buttman's Popo Zuda Party (2001)
- Buttman's Rio Carnival Hardcore (2001)
- Buttman's Show Off Girls (2002)
- Fashionistas 1 (2002)
- Rio Carnival Orgy 2 (2002)
- Buttman's Anal Divas 2 (2003)
- Buttman's Anal Show 4 (2003)
- Buttman's Bend Over Babes 6 (2003)
- Buttman's Bend Over Brazilian Babes 4 (2003)
- Buttman's Big Butt Backdoor Babes 3 (2003)
- Buttman's Anal Show 5 (2004)
- Buttman's Ass Adoro (2005)
- Buttman's Brazilian Ass Fetish (2006)
- Fashionistas Safado: The Challenge (2006)
- Fashionistas Safado: Berlin (2007)
- Buttman's Beautiful Brazilian Ass (2008)
- Buttman's Stretch Class 1 (2008)
- Defend Our Porn (2008)
- Buttman's Oddyssey (2009)
- Buttman's Stretch Class 2 (2009)
- Buttman's Stretch Class 3 (2009)
- So As Morenas (2009)
- Buttman's Bend Over Babes 7 (2010)
- Buttman's Evil Live (2010)
- Buttman's Nordic Blondes (2010)
- Buttman's Rio Extreme Girls (2010)
- Buttman's Stretch Class 4 (2010)
- Buttman's Stretch Class 5 (2011)
- Buttman's Stretch Class 6 (2011)
- Buttman's Stretch Class 7 (2011)
- Buttman's Stretch Class 8 (2011)
- Buttman's Stretch Class 9 (2011)
- Buttman's Stretch Class: Detention 1 (2011)
- Buttman's Stretch Class: Detention 2 (2011)
- Buttman's Stretch Class 10 (2012)
- Buttman's Stretch Class 11 (2012)
- Buttman's Stretch Class 12 (2012)
- Buttman's Stretch Class 13 (2012)
- Buttman's Stretch Class 14 (2012)
- Voracious (2012)
- Buttman's Double Speculum Club (2013)
- Buttman's Stretch Class 15 (2013)
- Buttman's Stretch Class 16 (2013)
- Buttman's Stretch Class: Detention 3 (2013)
- Sheena School (2013)